# Новолакское (Новострой)
Новолакское (лак. Цlуссалак) — село в Новолакском районе (на территории Новостроя) Дагестана.

## География
Расположено недалеко от побережья Каспийского моря, к северу от города Махачкала.

## История
Основано для переселенцев из районного центра Новолакское Новолакского района, существует проект создания здесь Новолакского района.
В сентябре 1991 года на III съезде народных депутатов республики Дагестан было принято постановление о восстановлении Ауховского района и о переселении лакцев из Новолокского района к побережью Каспийского моря.

## Инфраструктура
В селе функционируют:
- Муниципальное казенное общеобразовательное учреждение "Новолакская гимназия им. Исаева Мутея" [4].
- ГБУ РД "НОВОЛАКСКАЯ РБ №1 (НОВОСТРОЙ)"
- Мечеть